# Fernand Hauser
Pour les articles homonymes, voir Hauser.
Fernand Hauser est un journaliste et poète français, né à Toulon le 18 décembre 1869, mort le 22 août 1941 à Ville-d'Avray.

## Biographie
Issu d’une famille juive alsacienne, il fonde en 1897 la revue Lutèce (huit numéros) puis en 1900 une gazette politique et littéraire, La Pie. Il collabore à de nombreux journaux, dont L'Écho de Paris, La Presse et Le Journal, où il est rédacteur parlementaire.
Il est également rédacteur de Lou Viro-Soulèu[réf. nécessaire]. 
Il est officier de l'armée française pendant la Première Guerre mondiale. Marié à Jeanne Haguenauer, il est père de deux filles (Simone et Fanchette) et de deux fils (Claude et Jacques). 
Membre de la Société des gens de lettres, vice-président de la Société des poètes français, secrétaire du Félibrige de Paris, il publie des poèmes, des récits, des romans, des pièces de théâtre, des notices biographiques. L’Affaire Syveton plonge dans l'affaire des fiches tandis que L'Affaire Jeanne Weber décrit un fait divers. Il écrit également de nombreux articles sur la situation politique aux Comores.
Il est enseignant à l'École supérieure de journalisme de Paris.
Fernand Hauser est chevalier de la Légion d’honneur.

## Poésie et romans
- 1890. Les Pauvres Gens.
- 1891. Pierrot, poème dramatique en un acte. (en ligne)
- 1896. Le Château des rêves.
- 1898. L’Amoureuse Chasteté (roman).
- 1905. La Maison des souvenirs. (Préface d'Émile Blémont).
- 1912. Le Mystère des mois.
- 1913. Les Balkaniques. (Préface de Jean Aicard). (en ligne)
- 1913. La Nuit biblique, poème en un acte.
- 1914. La Victoire en chantant, journal en vers de la guerre de 1914-1915.
- 1916. La France sauvée, poèmes de la Grande Guerre.

## Théâtre
- 1896 : Inceste d'âmes de Jean Laurenty et Fernand Hauser, Théâtre des Menus-Plaisirs, 16 mars
- 1897. La Comédienne, un acte en prose.

## Divers
- 1891. Victor Gelu et son œuvre, étude qui a remporté le prix du ministère public décerné par la Société des Félibres parisiens dans sa fête publique annuelle célébrée à Sceaux, le 21 juin 1914.
- 1905. Un mystère historique, l'Affaire Syveton.
- 1908. (En collaboration avec le docteur Eugène Doyen). L'Affaire Jeanne Weber, l'ogresse et les experts. (en ligne)